# Liste der Straßen und Plätze in Kauscha

Lage der Gemarkung Kauscha in Dresden

Die Liste der Straßen und Plätze in Kauscha beschreibt das Straßensystem im Dresdner Stadtteil Kauscha mit den entsprechenden historischen Bezügen. Aufgeführt sind Straßen, die im Gebiet der Gemarkung Kauscha liegen. Kulturdenkmale in der Gemarkung Kauscha sind in der Liste der Kulturdenkmale in Kauscha aufgeführt.
Kauscha ist Teil des statistischen Stadtteils Lockwitz, der wiederum zum Stadtbezirk Prohlis der sächsischen Landeshauptstadt Dresden gehört. Wichtigste Straße in der Gemarkung ist die A 17 (Europastraße 55), die auf der 228 Meter langen Gebergrundbrücke den Stausee des Geberbachs quert. An der Anschlussstelle Dresden-Prohlis im äußersten Westen der Flur ist die Autobahn an die Tschirnhausstraße angebunden, die als Teil der Staatsstraße 191 die S 172 in Prohlis über Kauscha mit der Bundesstraße 170 im Bannewitzer Ortsteil Hänichen verbindet. Insgesamt gibt es in Kauscha acht benannte Straßen und Plätze, die in der folgenden Liste aufgeführt sind.

## Legende
Die nachfolgende Tabelle gibt eine Übersicht über die vorhandenen Straßen und Plätze im Ortsteil sowie einige dazugehörige Informationen. Im Einzelnen sind dies:
- Name/Lage: Aktuelle Bezeichnung der Straße oder des Platzes sowie unter ‚Lage‘ ein Koordinatenlink, über den die Straße oder der Platz auf verschiedenen Kartendiensten angezeigt werden kann. Die Geoposition gibt dabei ungefähr die Mitte der Straße an.
- Länge/Maße in Metern: Die in der Übersicht enthaltenen Längenangaben sind nach mathematischen Regeln auf- oder abgerundete Übersichtswerte, die in Google Earth mit dem dortigen Maßstab ermittelt wurden. Sie dienen eher Vergleichszwecken und werden, sofern amtliche Werte bekannt sind, ausgetauscht und gesondert gekennzeichnet. Bei Plätzen sind die Maße in der Form a × b dargestellt. Der Zusatz ‚im Stadtteil‘ bzw. ‚im Ortsteil‘ gibt an, wie lang die Straße innerhalb des Stadt-/Ortsteils ist, sofern sie durch mehrere Stadt-/Ortsteile verläuft.
- Namensherkunft: Ursprung oder Bezug des Namens.
- Jahr der Benennung: Zeitpunkt, zu dem die Straße ihren heute gültigen Namen erhielt (sofern bekannt).
- Anmerkungen: Weitere Informationen bezüglich anliegender Institutionen, der Geschichte der Straße, historischer Bezeichnungen, Baudenkmalen usw.
- Bild: Foto der Straße.

## Straßenverzeichnis
| Name/Lage                   | Länge/Maße | Namensherkunft | Jahr der Benennung | Anmerkungen | Bild |
| --------------------------- | ---------- | --- | ------------------ | --- | ---- |
| Am Hopfenfeld Lage          |            | Lage an einem Feld, auf dem Hopfen angebaut wird/wurde |                    | |      |
| Am Kirschfeld Lage          |            | Lage an einem Feld, auf dem Kirschbäume stehen/standen |                    | Am Kirschfeld steht eine nach der Wende erbaute Wohnsiedlung. |      |
| Am Stausee Lage             |            | Lage am Stausee der Talsperre Kauscha |                    | Die Straße Am Stausee verbindet Kauscha mit dem Kreischaer Ortsteil Sobrigau. Sie ist ungefähr mit dem Verlauf des Leichenwegs identisch, auf dem in früherer Zeit die Toten aus Sobrigau über Kauscha zum Friedhof Leubnitz-Neuostra gebracht wurden. |      |
| Fritz-Meinhardt-Straße Lage |            | Fritz Meinhardt, Dresdner Antifaschist |                    | Die Fritz-Meinhardt-Straße trug vor dem Bau der Tschirnhausstraße die Verkehrslast von Nickern über Kauscha nach Goppeln. |      |
| Kauschaer Straße Lage       |            | Kauscha |                    | Die Kauschaer Straße verbindet Kauscha mit dem nördlich benachbarten Stadtteil Leubnitz-Neuostra. |      |
| Neuer Weg Lage              |            | Weg, der im Unterschied zu bereits bestehenden Wegen relativ spät oder neu angelegt wurde                                                                                        |                    | Der Neue Weg verläuft am westlichen Rand der Ortslage Kauscha und verbindet die Straße Zur Eiche mit der Fritz-Meinhardt-Straße. |      |
| Tschirnhausstraße Lage      |            | Ehrenfried Walther von Tschirnhaus, deutscher Naturforscher, half Johann Friedrich Böttger 1707 in der Jungfernbastei bei der Herstellung des ersten europäischen Hartporzellans |                    | Die Tschirnhausstraße entstand im Zusammenhang mit dem Bau der Bundesautobahn 17 als Autobahnzubringer für den Südosten Dresdens neu. Er umgeht die Ortslage Kauscha zu deren Entlastung nördlich.                                                     |      |
| Zur Eiche Lage              |            | Alberteiche Kauscha (Stieleiche), ein ortsbildprägendes Naturdenkmal, 1898 zu Ehren König Alberts gepflanzt                                                                      |                    | An der Straße Zur Eiche liegt der Dorfkern von Kauscha, ein slawischer Rundling. |      |